# Sunday Airlines
Sunday Airlines – kazachskie linie lotnicze z siedzibą w Szymkencie, głównym portem jest Port lotniczy Szymkent.

## Flota
W skład floty linii Sunday Airlines wchodzą 4 samoloty typu Boeing 757-200 (Wszystkie czarterowane od SCAT Airlines) oraz 1 samolot Boeing 767-300.